# Museu de la Setmana Santa Marinera
El Museu de la Setmana Santa Marinera és un museu permanent que reuneix gran part del patrimoni artístic que posseeix la Setmana Santa Marinera de València. També alberga exposicions temporals referides a aquesta festivitat. Està situat en un antic molí d'arròs, rehabilitat a aquest efecte.
En el recorregut s'informa sobre les característiques de cada col·lectiu o confraria, la seua història, els seus abillaments, les imatges representatives i els passos. També es troba un panell amb fotografies, explicant la festa de forma cronològica. Aquesta informació es completa amb dues pantalles de vídeo on es projecten els actes més representatius. Existeix una zona habilitada per a la representació i exposició de materials, vestits i personatges bíblics d'èpoques antigues com a mostra de la història d'aquesta festivitat.